# Waalre Classic Car Rally
Waalre Classic Car Rally (WCCR) is een jaarlijkse autorally voor klassieke en exclusieve sportwagens die sinds 2009 wordt gehouden in de gemeente Waalre. Het evenement is uitgegroeid tot een vaste waarde op de Nederlandse rallykalender en trekt deelnemers uit binnen- en buitenland.

## Geschiedenis
De rally werd in 2009 voor het eerst georganiseerd door de Stichting Waalre Rally, op initiatief van de toenmalige burgemeester Henri de Wijkerslooth de Weerdesteijn en enkele betrokken inwoners te weten Leon van de Kerkhoff, Rob Vorspaget en Henk Eijsbouts. Het doel was een evenement op te zetten dat zowel de passie voor klassieke auto’s viert als geld inzamelt voor lokale goede doelen.  
Sinds de oprichting heeft de rally een vaste plaats verworven in de regio en wordt deze jaarlijks in augustus gehouden. De startlocatie varieert per editie en wordt pas kort voor aanvang bekendgemaakt. De finish vindt traditioneel plaats op de Markt in Waalre.

## Deelname en voertuigen
De Waalre Classic Car Rally staat open voor maximaal circa 130 equipes. Deelname is voorbehouden aan:
- klassieke auto’s (met een bouwjaar tot en met 1980);[2]
- een beperkt aantal exclusieve sportwagens, na selectie door de organisatie.[2]

De deelnemers worden verdeeld over drie klassen:
- Tour: bedoeld voor beginners; voornamelijk bol-pijl-navigatie;[3]
- Sport: een combinatie van bol-pijl en kaartlezen;[3]
- SportPlus: uitsluitend voor klassieke voertuigen, volledig gericht op kaartlezen.[3]

## Rally-opzet
De route wordt jaarlijks uitgezet door ervaren rallydeskundigen, waaronder Bart den Hartog, meermaals winnaar van de Tulpenrallye. Tijdens de rally worden verschillende kaartleessystemen gebruikt, zoals bol/pijl, punten/pijlen kortste route, grensbenadering, ingetekende en blinde lijnen, evenals kompaspunten. Ook worden regelmatig testproeven en zogenoemde regularities toegevoegd.
De rally maakt gebruik van een digitale rally-app. De organisatie voorziet deelnemers van culinaire stops onderweg op zeer bijzondere locaties. De finish in Waalre wordt gevolgd door een borrel, diner en prijsuitreiking.

## Doelen en opbrengst
De opbrengsten van de rally komen jaarlijks ten goede aan lokale maatschappelijke en culturele initiatieven. Onder de gesteunde organisaties zijn onder meer scoutingverenigingen, muziekonderwijsprojecten, erfgoedstichtingen, natuurverenigingen en buurtinitiatieven.

## Recente edities
- 2023 (14e editie): gewonnen door Paul en Daan van den Donk (SportPlus-klasse).[4]
- 2024 (15e editie): gewonnen door Joris Buijs en Rutger Kwant (SportPlus-klasse).[5]
- 2025 (16e editie): gewonnen door Ad Verkuijlen en Paul van de Riet (SportPlus-klasse).

De 17e editie staat gepland voor 22 augustus 2026.

## SportPlus-klasse winnaars
| Jaar | Winnaars                                                      |
| ---- | ------------------------------------------------------------- |
| 2025 | Ad Verkuijlen / Paul van de Riet                              |
| 2024 | Joris Buijs / Rutger Kwant                                    |
| 2023 | Paul van den Donk / Daan van den Donk                         |
| 2022 | Kor Bakker / Bas de Rijk                                      |
| 2021 | de Jongh / de Jongh-Florax                                    |
| 2019 | Reekers / van den Donk                                        |
| 2018 | van de Kerfhoff / Hermans                                     |
| 2017 | Paul Leemans / Sandra Leemans                                 |
| 2016 | Pientje Retera / Kees Retera                                  |
| 2015 | Lo Kesselaer / Marjoline Kesselaer                            |
| 2014 | Lo Kesselaer / Marjoline Kesselaer                            |
| 2013 | Kees Retera / Pien Retera                                     |
| 2012 | Kees Retera / Paul van den Donk                               |
| 2011 | Dirk Rietberg / Leanne Rietberg                               |
| 2010 | Dirk Rietberg / Ralf van Aken                                 |
| 2009 | O.F.J. Moorman van Kappen / Y.F. Moorman van Kappen-Feldhysen |

## Ontvangst en betekenis
De Waalre Classic Car Rally heeft zich ontwikkeld tot een regionaal evenement met landelijke uitstraling. Naast de sportieve uitdaging benadrukken deelnemers en organisatoren het gemeenschapsgevoel, de bijdrage aan goede doelen en de publieke belangstelling, met een grote toeloop van toeschouwers bij de finish in het centrum van Waalre.